# 張啟華 (畫家)
張啟華（1910年—1987年），臺灣畫家，出身今高雄市前鎮區，與劉啟祥等人成立了高雄美術研究會，為臺灣南部繪畫藝術的推動者之一。

## 生平
張啟華在大正八年（1919年）就讀於苓雅寮公學校（今苓洲國小），昭和二年（1927年）就讀臺南長老教中學（今長榮中學），但一年後便輟學，於昭和四年（1929年）前往東京就讀日本美術學校（今日本美術專門學校）。在日求學期間，作品入選「槐樹展」、「獨立美協展」，昭和七年（1932年）返回高雄舉辦首次個展，隔年與富豪林迦之女林瓊霞結婚。
二次大戰之後於民國三十六年（1947年）擔任高雄市第三信用合作社的理事，且擔任此職長達27年。民國四十一年（1952年）與劉啟祥等人成立了高雄美術研究會，後來更與臺南美術會合作，舉辦「南部展」。民國四十三年（1954年）作品〈鹹魚〉入選省展主席獎第一名，之後到民國五十六年（1967年）為止其作品成為省展免審查出品，張啟華也擔任省展的審查委員。而在民國五十七年（1968年）之後，其主要參與「南部展」與「臺陽展」以及「全國油畫展」。
於民國七十六年（1987年）去世。